# Campionati mondiali di Coastal Rowing
I Campionati mondiali di Coastal Rowing e le Beach Sprint Finals sono competizioni ufficiali di canottaggio costiero organizzate annualmente dalla Federazione Internazionale Canottaggio.

## Campionati mondiali di Coastal Rowing
Ai Campionati mondiali di Coastal Rowing si gareggia nel formato endurance. Le batterie, le semifinali e la finale B si svolgono sulla distanza di 4 chilometri, mentre la finale A prevede una gara di 6 chilometri.
I primi campionati hanno avuto luogo nel 2006, e si sono ripetuti poi annualmente, con l'unica eccezione del 2012 e del 2020.
Le categorie presenti sono il singolo maschile e femminile, il due di coppia maschile e femminile, il quattro con timoniere maschile e femminile, dove gareggiano i club sportivi, e a partire dal 2018 il doppio misto.

### Sedi di gara
| Ediz. | Anno | Città                | Paese       |
| ----- | ---- | -------------------- | ----------- |
| 1     | 2006 | Guernsey             | Regno Unito |
| 2     | 2007 | Mandelieu-la-Napoule | Francia     |
| 3     | 2008 | Sanremo              | Italia      |
| 4     | 2009 | Plymouth             | Regno Unito |
| 5     | 2010 | Istanbul             | Turchia     |
| 6     | 2011 | Bari                 | Italia      |
| 7     | 2013 | Helsingborg          | Svezia      |
| 8     | 2014 | Salonicco            | Grecia      |
| 9     | 2015 | Lima                 | Perù        |
| 10    | 2016 | Principato di Monaco | Monaco      |
| 11    | 2017 | Thonon-les-Bains     | Francia     |
| 12    | 2018 | Sidney               | Canada      |
| 13    | 2019 | Hong Kong            | Hong Kong   |
| 14    | 2021 | Oeiras               | Portogallo  |
| 15    | 2022 | Saundersfoot         | Regno Unito |
| 16    | 2023 | Barletta             | Italia      |
| 17    | 2024 | Genova               | Italia      |

### Risultati

#### Maschile

##### Singolo
| Evento | Oro               | Argento           | Bronzo              |
| ------ | ----------------- | ----------------- | ------------------- |
| 2006   | Mr. Rousseau      | Stewart Briggs    | Sam Doran           |
| 2007   | Éric Rousseaux    | Paul Rosenquist   | Yannick Beaudelot   |
| 2008   | Mathieu Le Nepvou | Loïc Biron        | Yannick Beaudelot   |
| 2009   | Hubert Briand     | Yannick Beaudelot | Peter Berg          |
| 2010   | John Keohane      | Alberto Etxarte   | Giuseppe Alberti    |
| 2011   | Giuseppe Alberti  | Alberto Etxarte   | Peter Berg          |
| 2013   | Lars Gumprecht    | Simone Martini    | Peter Berg          |
| 2014   | Peter Berg        | Simone Martini    | Alberto Etxarte     |
| 2015   | Adrián Miramón    | Eduardo Linares   | Adolfo Ferrer Marin |
| 2016   | Adrián Miramón    | Eduardo Linares   | Dennis Gustavsson   |
| 2017   | Simone Martini    | Eduardo Linares   | Adrián Miramón      |
| 2018   | Eduardo Linares   | Lars Wichert      | Simone Martini      |
| 2019   | Adrián Miramón    | Lars Wichert      | Simone Martini      |
| 2021   | Jaime Canalejo    | Eduardo Linares   | Adrián Miramón      |
| 2022   | Adrián Miramón    | Ramón Gómez       | Matthew Dunham      |
| 2023   | Adrián Miramón    | Christopher Bak   | Charles Cousins     |
| 2024   | Finlay Hamill     | Davide Mumolo     | Gabriele Loconsole  |

##### Doppio
| Evento | Oro                                     | Argento                                | Bronzo                                 |
| ------ | --------------------------------------- | -------------------------------------- | -------------------------------------- |
| 2006   | Ozannes                                 | Westminster School                     | Stead & Wells                          |
| 2007   | Romain Crétient Xavier Verbeke          | Akos Haller Zsolt Erdelyi              | Charles Proto Alain Moretto            |
| 2008   | Simon Dubouloz Nicolas Moutton          | Romain Crétient Xavier Verbeke         | Guillaume Bec Vincent Pilat            |
| 2009   | Loïc Biron Régis Raitif                 | Arthur Marais Axel Shirm               | Nicolas Parquic Jérôme Richard         |
| 2010   | Vincent Faucheux Mathieu Le Nepvou      | Adrián Juhász Bela Simon               | Gilles Gachet Denis Vogt               |
| 2011   | Davide Mumolo Leonardo Boccuni          | Adolfo Ferrer Marín Juan Cáliz Campal  | Riccardo Burato Federico Garibaldi     |
| 2013   | Federico Garibaldi Francesco Garibaldi  | Apóstolos Goudoúlas Nikólaos Goudoúlas | Andrea Milos Stefano Donat             |
| 2014   | Federico Garibaldi Francesco Garibaldi  | Andrea Milos Stefano Donat             | Apóstolos Goudoúlas Nikólaos Goudoúlas |
| 2015   | Giusseppe Alberti Quentin Antognelli    | Noé Guzmán Antonio Guzmán              | Clément Thomas Yannick Beaubelot       |
| 2016   | Noé Guzmán Antonio Guzmán               | Lorenzo Tedesco Piero Sfiligoi         | Giuseppe Alberti Quentin Antognelli    |
| 2017   | Adrián Juhász Bendegúz Pétervári-Molnár | Mathieu Monfort Quentin Antognelli     | Michele Ghezzo Gustavo Ferrio          |
| 2018   | Julien Bahain Mitchel Steenman          | Gaël Chocheyras Vincent Cavard         | Antonio Guzmán Patricio Rojas          |
| 2019   | Ander Martín Carlos González            | Yurly Ivanov Andril Kachanov           | Giuseppe Alberti Mathieu Monfort       |
| 2021   | Dennis Gustavsson Eskil Borgh           | Luca Chiumento Simone Martini          | Rubén Padilla Patricio Rojas           |
| 2022   | Dennis Gustavsson Eskil Borgh           | Giacomo Costa Edoardo Marchetti        | Brook Robertson Ben Mason              |
| 2023   | Christopher Bak Kory Rogers             | Dennis Gustavsson Eskil Borgh          | Alexander Finger Eduardo Linares       |
| 2024   | Ihor Khmara Stanislav Kovalov           | Dennis Gustavsson Eskil Borgh          | Jukka-Pekka Kauppi Joel Naukkarinen    |

##### Quattro con
| Evento | Oro                                                | Argento                             | Bronzo                                    |
| ------ | -------------------------------------------------- | ----------------------------------- | ----------------------------------------- |
| 2006   | Nova Group                                         | Thames River Capital                | Royal Bank of Scotland                    |
| 2007   | SN Baie de Saint-Malo                              | Crefelder RC                        | SN Bergerac                               |
| 2008   | SN Baie de Saint-Malo                              | Ravenna SC                          | Bydgostia                                 |
| 2009   | SN Baie de Saint-Malo                              | Barcelona                           | Marseille                                 |
| 2010   | NSA Sofia                                          | Canottieri Saturnia                 | ST Nazaire Aviron SNOS                    |
| 2011   | Fiamme Gialle                                      | Canottieri Saturnia                 | Ravenna SC                                |
| 2013   | Circolo Canottieri Saturnia                        | Cska Vmf Lokomotiv Byrevestnik      | Chablais Aviron Thonon                    |
| 2014   | Circolo Canottieri Saturnia                        | Budapest Rowing Club                | Elpis Genova                              |
| 2015   | Société Nautique de Monaco                         | Circolo Canottieri                  | Club de Regatas Lim                       |
| 2016   | Dukla Praha                                        | Circolo Cannotieri Saturnia I       | Elpis Genova                              |
| 2017   | Circolo Cannotieri Saturnia                        | Ita Uni                             | S.C. Portugal/Fluvial Portuense           |
| 2018   | Circolo Cannotieri Saturnia                        | Société Nautique de Monaco          | Société Nautique de la Baie de Saint-Malo |
| 2019   | Rowing Club Genovese                               | Circolo Cannotieri Saturnia         | Real Club de Regatas de Alicante          |
| 2021   | SO RC "Dnipro" ZCU                                 | Czech Rowing Association            | UL Tyrian Club                            |
| 2022   | UL Tyrian Club                                     | Circolo Canottieri Saturnia         | Gravelines Aviron France                  |
| 2023   | Rowing Club Genovese                               | Stuttgarter Rudergesellschaft       | Società Sportiva Murcarolo                |
| 2024   | Central Sports Club of the Army of Ukraine (UKR01) | Club Remo Guadalquivir 1986 (ESP05) | Hollandia Roeiclub (NED01)                |

#### Femminile

##### Singolo
| Evento | Oro               | Argento                | Bronzo                 |
| ------ | ----------------- | ---------------------- | ---------------------- |
| 2006   | Perrine Maltret   | Nina Reid              | Paula van Katwyk       |
| 2007   | Perrine Maltret   | Charlotte Culty        | Alizée Charaux         |
| 2008   | Marie Le Nepvou   | Charlotte Culty        | Monika Dukarska        |
| 2009   | Monika Dukarska   | Margi Jorgensen        | Denise Tremul          |
| 2010   | Marie Le Nepvou   | Denise Tremul          | Ghislaine Le Calvez    |
| 2011   | Charlotte Culty   | Benedetta Bellio       | Monika Dukarska        |
| 2013   | Alexandra Tsiavou | Stéphanie Chantry      | Charlotte Culty        |
| 2014   | Jessica Berra     | Edwige Alfred          | Stéphanie Chantry      |
| 2015   | Jessica Berra     | Selene Gigliobianco    | Stéphanie Chantry      |
| 2016   | Monika Dukarska   | Alexandra Tsiavou      | Edwige Alfred          |
| 2017   | Diana Dymchenko   | Monika Dukarska        | Edwige Alfred          |
| 2018   | Diana Dymchenko   | Janneke van der Meulen | Jessica Berra          |
| 2019   | Diana Dymchenko   | Jessica Berra          | Janneke van der Meulen |
| 2021   | Stefania Gobbi    | Diana Dymchenko        | Jessica Berra          |
| 2022   | Jessica Berra     | Diana Dymchenko        | Maria Berg             |
| 2023   | Monika Dukarska   | Diana Dymchenko        | Jessica Berra          |
| 2024   | Monika Dukarska   | Jessica Berra          | Eeva Karppinen         |

##### Doppio
| Evento | Oro                                      | Argento                                    | Bronzo                                 |
| ------ | ---------------------------------------- | ------------------------------------------ | -------------------------------------- |
| 2006   | Aberdyfi Rowing Club                     | Killorglin Rowing Club                     | Exmouth Rowing Club                    |
| 2007   | Caroline Guerrand Adeline Mendoza        | Clémence Gourdin Charlotte Laurent         | Maryline Gentin Alexandra Pegaz        |
| 2008   | Zsofia Bende Lidia Veroci                | Veronica Pizzamus Nicol Grbec              | Jane Thompson Catherine Havard         |
| 2009   | Zsofia Bende Lidia Veroci                | Majda Jerman Veronika Pizzamus             | Maryline Gentin Alexandra Pegaz        |
| 2010   | Lenka Wech Guin Batten                   | Sabine Da Dalt Marion Gully                | Marie Guingouain Sarah Mee             |
| 2011   | Clémence Gourdin Edwidge Alfred          | Yulia Chagina Alexandra Fedorova           | Dominique Goupil-Parez Nathalie Rannou |
| 2013   | Elena Lebedeva Julija Kalinovskaja       | Diane Delalleau Nathalie Collet            | Barbara Jonischkeit Wiebke Gebauer     |
| 2014   | Diane Delalleau Nathalie Collet          | Kimberly Forde Mª Mar Ferrer               | Marion Gully Sabine Da Dalt            |
| 2015   | Diane Delalleau Nathalie Collet          | Kimberly Forde Mª Mar Ferrer               | Clémentine Lalloz Roxane Gabriel       |
| 2016   | Federica Molinaro Beatrice Millo         | Diane Delalleau Nathalie Collet            | Khadija Krimi Nour El-Houda Ettaieb    |
| 2017   | Iuliia Volgina Olga Khalaleeva           | Diane Delalleau Nathalie Collet            | María Galván Natalia Miguel            |
| 2018   | Eleonora Denich Federica Molinaro        | Maya Cornut-Danjou Joséphine Cornut-Danjou | Diane Delalleau Nathalie Collet        |
| 2019   | Anna Prakaten Vasilisa Stepanova         | Maya Cornut-Danjou Joséphine Cornut-Danjou | Lee Ka Man Lee Yuen Yin                |
| 2021   | Anastasiya Kozhenkova Kateryna Dudchenko | Anna Calina Schanze Mette Petersen         | Daryna Verkhohliad Yevheniya Dovhodko  |
| 2022   | Janneke van der Meulen Karien Robbers    | Monika Dukarska Rhiannon O'Donoghue        | Ainoha Casanova Nadia García           |
| 2023   | Janneke van der Meulen Karien Robbers    | Katharina Lobnig Magdalena Lobnig          | Natalia Miguel Celia Miguel            |
| 2024   | Katharina Lobnig Magdalena Lobnig        | Janneke van der Meulen Karien Robbers      | Linn van Aanholt Claire de Kok         |

##### Quattro con
| Evento | Oro                              | Argento                          | Bronzo                           |
| ------ | -------------------------------- | -------------------------------- | -------------------------------- |
| 2006   | Killorglin Ladies 4's            | Moore Stephens                   | Geomarine                        |
| 2007   | Crefelder RC                     | RWT Bydgostia                    |                                  |
| 2008   | Lausanne Sport Aviron            | SN Baie de Saint-Malo            | Danubius Nemzeti Hajós Egylet    |
| 2009   | Thames RC                        | Lausanne Sport Aviron            | RTW Bydgostia                    |
| 2010   | Cercle de l’aviron de Nantes     | Lausanne Sport Aviron            | RTW Bydgostia                    |
| 2011   | Chablais Aviron Thonon           | Upper Thames RC                  | Lausanne Sport Aviron            |
| 2013   | Danish Students Rowing Club      | Lausanne Sports                  | Marseille RC                     |
| 2014   | Aviron Club Cassis               | Nautical Club Of Thessaloniki    | Lausanne Sport Aviron            |
| 2015   | Cofradía                         | SN Basse Seine                   | Danske Studenters                |
| 2016   | Club Nautique de Nice            |                                  | Real Club de Regatas de Alicante |
| 2017   | Nautical Club of Thessaloniki    | Circolo Canottieri Saturnia      |                                  |
| 2018   | SHVSM VVS                        | Real Club de Regatas de Alicante | Société Nautique de Monaco       |
| 2019   | Hong Kong Team                   | SHVSM VVS                        | Danske Studenters Roklub         |
| 2021   | ZCU, National Guard              | Club Nautique Libourne Aviron    | Real Club Mediterráneo de Málaga |
| 2022   | Real Club Mediterráneo de Málaga | Hawkes Bay Rowing Club           | Castletownshend Rowing Club      |
| 2023   | Hollandia Roeiclub               | Real Club Mediterráneo de Málaga | Composite Irish Rowing Clubs     |
| 2024   | Hollandia Roeiclub (NED01)       | Olimpijskie Wygrywamy (POL01)    | Hawkes Bay Rowing Club (NZL01)   |

#### Misto

##### Doppio misto
| Evento | Oro                                     | Argento                                 | Bronzo                         |
| ------ | --------------------------------------- | --------------------------------------- | ------------------------------ |
| 2018   | Janneke van der Meulen Mitchel Steenman | Edwige Alfred Pierrick Ledard           | Kimberly Odette Ander Martín   |
| 2019   | Diana Dymchenko Yurly Ivanov            | Janneke van der Meulen Mitchel Steenman | Nadia Felipe Adrián Miramón    |
| 2021   | Ander Martín Esther Briz                | Jaime Canalejo Natalia Miguel           | Adrián Miramón Nadia Felipe    |
| 2022   | Ander Martín Esther Briz                | Adolfo Ferrer Teresa Díaz               | Patrick Boomer Monika Dukarska |
| 2023   | Monika Dukarska Ronan Byrne             | Vincent Noirot Edwige Alfred            | Clare Jamison Charles Cousins  |
| 2024   | Patricio Rojas Aznar amanda gil camacho | Annalisa Cozzarini Andrea Serafino      | Kristen Froude Joseph Sullivan |

## Beach Sprint Finals
Il formato beach sprint è il più recente. Il primo campionato del mondo ha avuto luogo a Shenzhen, in Cina, nel 2019. Dopo lo stop del 2020 a causa dell'epidemia di covid19, le edizioni successive si sono tenute a Oeiras in Portogallo nel 2021, a Saundersfoot in Gran Bretagna nel 2022 e a Barletta in Italia nel 2023.
L'edizione del 2024 è in programma a Genova dal 13 al 15 settembre 2024 nelle specialità singolo maschile e femminile, doppio misto, quattro misto con timoniere e canottaggio paralimpico doppio PR3, oltre alle categorie juniores singolo e doppio maschile e femminile e doppio misto.

### Sedi di gara
| Ediz. | Anno | Città        | Paese       |
| ----- | ---- | ------------ | ----------- |
| 1     | 2019 | Shenzhen     | Cina        |
| 2     | 2021 | Oeiras       | Portogallo  |
| 3     | 2022 | Saundersfoot | Regno Unito |
| 4     | 2023 | Barletta     | Italia      |
| 5     | 2024 | Genova       | Italia      |